# 梅根·查本提爾
梅根·查本提爾（英語：Megan Charpentier；2001年5月26日─)，是美國一位女演員，也是一名童星，她因出演2009年的《辣的要命》、2011年的《血紅帽》、2012年的《惡靈古堡5：天譴日》及2013年的《母侵》而聞名，然而她也在《惡靈古堡5：天譴日》電影中扮演紅后而為人所知。2017年她客串電影《小屋》。

## 電影
- 2009年《辣的要命》
- 2011年《血紅帽》
- 2012年《惡靈古堡5：天譴日》
- 2013年《母侵》
- 2017年《小屋》

## 外部連結
- 梅根·查本提爾在互联网电影资料库（IMDb）上的資料（英文）
- 梅根·查本提爾在时光网上的簡介（简体中文）
- 梅根·查本提爾的X（前Twitter）
- 梅根·查本提爾的Instagram帳戶